# Cubaris tasmaniensis
Cubaris tasmaniensis är en kräftdjursart som beskrevs av Green 1961. Cubaris tasmaniensis ingår i släktet Cubaris och familjen Armadillidae. Inga underarter finns listade i Catalogue of Life.